# Simon-Pierre Saint-Hillien
Simon-Pierre Saint-Hillien CSC (ur. 6 lipca 1951 w Gonaïves, zm. 22 lipca 2015 w Miami) – haitański duchowny katolicki, biskup diecezjalny Hinche w latach 2009-2015.

## Życiorys
28 grudnia 1980 otrzymał święcenia kapłańskie w Zgromadzeniu Świętego Krzyża. Po święceniach powierzono mu duszpasterstwo młodzieży, zaś w latach 1984-1990 pracował jako dyrektor najpierw postulatu, a następnie scholastykatu. W 1988 został przełożonym haitańskiej prowincji zakonu, zaś w 1994 został sekretarzem Konferencji Episkopatu Haiti, gdzie pracował przez osiem lat. W 1996 otrzymał także funkcję krajowego dyrektora Papieskich Dzieł Misyjnych.
10 grudnia 2002 papież Jan Paweł II mianował go biskupem pomocniczym archidiecezji Port-au-Prince. Sakry biskupiej udzielił mu kard. Roger Etchegaray.
6 sierpnia 2009 mianowany biskupem diecezjalnym Hinche.
Zmarł 22 lipca 2015 w szpitalu w Miami.